# Mindscouts
Die Mindscouts waren ein Pionierprojekt zur Förderung von Kindern mit besonderen Begabungen in der Schweiz. Die Mindscouts waren die erste Jugendgruppe in der Schweiz, wo sich hochbegabte Kinder und Jugendliche regelmäßig auf sozialer Ebene begegnen und sich austauschen konnten. Die Mindscouts waren kein Kurssystem und verstanden sich als Ergänzung zu anderen Projekten für hochbegabte Kinder. Mindscouts-Aktivitäten fokussierten sich auf den sozialen Austausch mit Gleichgesinnten durch Spiele, gemeinsame Schreib- und Kunstprojekte, sowie Robotik-Workshops. Die Mindscouts nahmen Kinder ab sieben Jahren mit einer Fähigkeitsabklärung in mindestens einem Begabungsbereich bei den obersten 2 % sein. Die Mindscouts wurden personell von Mitgliedern von Mensa Schweiz unterstützt.

## Ursprünge des Begriffs 'Mindscouts'
Der Name der Gruppe, Mindscouts, ist ein Portmanteau geschaffen vom Mindscouts-Gründer Beat A. Schwendimann im Jahr 2000 durch die Verbindung der Ausdrücke 'Mind' (mit Bezug auf die Intelligenz der Teilnehmenden) und 'Scouts' (da das Modell der Mindscouts von Jugendgruppen wie den Pfadfindern und Cevi inspiriert wurden).

## Philosophie
Die Mindscouts zielten darauf ab, Kindern und Jugendlichen mit besonderen Fähigkeiten die Möglichkeit zu bieten, sich in der Freizeit sozial mit Gleichgesinnten treffen zu können. Zu einer Gruppe mit Gleichgesinnten (peer group) zu gehören ist ein wichtiger Schritt zur Bildung von sozialen Kompetenzen. Entwicklungspsychologen haben aufgezeigt, dass Beziehungen zu Gleichgesinnten wichtig für die soziale, kognitive und emotionale Entwicklung sind. Die Mindscouts waren inspiriert vom 'Enrichment Model' des Psychologen Joseph Renzulli.

### Merkmale
Die Mindscouts unterschieden sich durch folgende Merkmale von anderen Projekten für hochbegabte Kinder:
- Die Mindscouts hatten keine Kursstruktur. Aktivitäten wurden von den Teilnehmern initiiert und vorangetrieben. Erwachsene Mitarbeiter gaben keine Projekte vor, sondern unterstützten die Umsetzung der kreativen Ideen der Teilnehmenden. Ideen führten oft zu Projekten in Naturwissenschaften, der Entwicklung neuer Brettspiele, Theaterspiele oder Schreibwerkstätten.
- Das Hauptziel der Mindscouts lag nicht auf schulischen Lernzielen oder Testvorbereitung, sondern auf der Förderung von Sozialkompetenzen. Die Mindscouts boten einen Ort des sozialen Kontakts und des Austausches mit Gleichgesinnten verschiedenen Alters für Kinder und Jugendliche mit besonderen Begabungen.
- Die Mindscouts wurden von einer Gruppe Freiwilliger geführt, welche als nicht-autoritäre Bezugspersonen Unterstützung anboten. Mehrere der Freiwilligen waren Mitglieder von Mensa Schweiz. Eine Mitgliedschaft bei Mensa Schweiz war aber keine Bedingung. Die Betreuung durch erwachsene Gleichgesinnte gab den Teilnehmenden die Möglichkeit, neue Bezugspersonen kennenzulernen, eigene Beziehungen in der Gruppe aufzubauen und Themen zu diskutieren, welche sie nicht anderswo ansprechen konnten.
- Die Mindscouts waren eine Non-Profit-Organisation, welche sich als Ergänzung zu bestehenden Begabungsförderungsprojekten verstand und die Zusammenarbeit mit anderen Projekten suchte, um Synergien zu nutzen.
- Im Unterschied zu Projekten, welche sich auf bestimmte Begabungen (z. B. mathematisch-logisch, musikalisch, künstlerisch) konzentrierten, haben die Mindscouts bewusst Kinder mit Begabungen in unterschiedlichen Begabungsbereichen aufgenommen.
- Ein besonderes Merkmal der Mindscouts waren die Betreuer, von denen die meisten selbst hohe Begabungspotentiale aufwiesen. Die Kinder hatten dadurch die Gelegenheit, sich mit gleichgesinnten Erwachsenen austauschen zu können.

## Mindscouts Aktivitäten
Zwischen 2000 und 2009 haben sich die Mindscouts alle zwei Wochen am Samstagnachmittag im Raum Zürich für drei Stunden getroffen. Die Aktivitäten umfassten Brettspiele, Entwicklung neuer Brettspiele, Robotik, Kunstprojekte, Theater und Museumsbesuche. Im Jahr 2009 besaßen die Mindscouts einen umfangreichen Bestand von Brettspielen, Büchern und LEGO-Mindstorms-Sets (finanziert durch Mitglieder- und Gönnerbeiträge).

## Mindscouts Teilnehmende
Die Teilnahme bei den Mindscouts stand allen Kindern und Jugendlichen ab sieben Jahren offen. Bewerber mussten eine Fähigkeitsabklärung von anerkannten psychologischen Diensten vorlegen können. Hochbegabung wurde definiert als Fähigkeiten in mindestens einem Begabungsbereich in den obersten 2 %. Die Mindscouts hatten ein breit gefasstes Verständnis von Begabung. Eine anfängliche Probephase diente der Bestimmung der gemeinsame Sympathie zwischen Kind, Gruppe und Mitarbeitern. Obwohl einige Mitarbeiter der Mindscouts Mitglieder von Mensa Schweiz waren, war eine Mitgliedschaft bei Mensa keine Aufnahmebedingung. Die Zahl der Teilnehmer wurde klein gehalten um ein gutes Betreuungsverhältnis von 4:1 (oder geringer) zu gewährleisten.

## Organisation der Mindscouts
Alle Mitarbeiter und Vorstandsmitglieder der Mindscouts arbeiteten auf Freiwilligenbasis. Die Mindscouts waren als gemeinnütziger Verein in der Schweiz registriert. Die Mindscouts wurden von einem Vorstand geführt, dessen Mitglieder jährlich gewählt wurden. Die Mindscouts wurden durch Mitgliederbeiträge und durch Gönnerbeiträge von Firmen finanziert. Finanzielle Beiträge dienten zur Bezahlung von Raummiete, Ankauf von Spiel- und Bastelmaterial.

## Geschichte der Mindscouts
Die Mindscouts wurden am 11. November 2000 in Zürich von Beat A. Schwendimann, mehreren Mitgliedern von Mensa und Kinderpsychologen gegründet. Eine zweite Mindscouts-Gruppe existierte in St. Gallen von 2003 bis 2004. Die Mindscouts-Gruppen trafen sich regelmäßig alle zwei Wochen Samstag nachmittags. Die Einstellung des Mindscouts-Projekts wurde von Vorstand im Jahr 2009 beschlossen, da mittlerweile ausreichend andere Projekte zur Unterstützung von Kindern mit besonderen Begabungen entstanden sind. Die Mindscouts können als Pionierprojekt im Bereich der Förderung von Sozialkompetenzen von hochbegabten Kindern angesehen werden.